# 凯尔·雷纳
凯尔·雷纳（英語：Kyle Rayner）是一名来自DC宇宙的虚构超级英雄，因其在他的出版历史中常作为绿光戰警而闻名，他曾是星系警队——绿光军团唯一成员，间或作一名离子侠。
雷纳是由作家罗恩·马斯与艺术家达里尔·班克斯共同创作的，他首次出现在《绿光戰警 第三卷 #48》（1994年）中，当时是“绿宝石黄昏”故事情节中的一部分，DC漫画公司借此故事将原绿光戰警哈尔·乔丹换为了雷纳。
继2004年～2005年的有限系列中乔丹恢复了绿光戰警状态以及2005年的交叉大事件无限危机之后，凯尔亦恢复了作为离子侠的化名状态。
而在聖納托军团的战争的事件之后，凯尔恢复到了原来的角色，即为绿光军团的军官，并晋升为军团的荣誉卫兵杰出者。

## 虚构人物传记

### 最后的绿灯侠

凯尔·雷纳，最后的绿灯侠，1994年

凯尔·雷纳的父亲是一名墨西哥裔美國人，中央情报局特工，名为加布里埃尔·巴斯克斯，他以不同的身份代号参与工作，其中有“亚伦·雷纳”，而目前的代号是“雷蒙德·豪瑟”。加布里埃尔的隐秘工作威胁到了他妻子和幼子，他被迫断绝了与他们间所有的可追踪联系。